# Teresa Arkel
Therese Blumenfeld (Lviv, Imperi Austrohongarès, actual Ucraïna, 1861 - Milà, juliol de 1929) va ser una soprano austríaca, coneguda amb el nom artístic de Teresa Arkel, que era el cognom del seu marit, Sigmund Arkel.

## Biografia
Va estudiar al conservatori de la seva ciutat natal i, posteriorment, a Viena, en aquesta ciutat amb Luise Dustmann. El 1883 va debutar a Lemberg, en concert. Va debutar en escena l'any següent com a Valentina de Les Huguenots de Giacomo Meyerbeer. El 1885 va aparèixer amb gran èxit en l'Òpera de Varsòvia a Aida, Il trovatore, aquestes dues de Giuseppe Verdi, i L'Africaine, de Meyerbeer. A partir de 1886 va aparèixer a Viena, París, Praga, Budapest i Hamburg. El 1890 va actuar a Madrid i Bilbao, i el 1892 al Gran Teatre del Liceu de Barcelona. El 1894 va cantar Otello  de Verdi i Lohengrin de Richard Wagner al Teatre Colón de Buenos Aires.
Al Gran Teatre del Liceu de Barcelona va actuar entre la temporada 1890-1891 i la 1892-1893, en les òperes Lohengrin, Aida, Les Huguenots, Tannhäuser, La juive, Der fliegende Holländer i Los amantes de Teruel de Tomás Bretón, cantada en italià sota el títol de Gli amanti di Teruel.
Va actuar diverses temporades al Teatro Real de Madrid, on va actuar fins a l'any 1902, cantant, entre altres títols, l'estrena absoluta de Giovanna la pazza (Juana la Loca), d'Emilio Serrano, el 2 de març de 1890, i en una reposició de Los amantes de Teruel el 1894.
En 1891 va debutar a la Scala de Milà com a Venus a Tannhäuser, al costat de Hariclea Darclée (Elisabeth). En els anys següents va cantar a la Scala Otello i Norma.
El 1900 va cantar al paper de Brünnhilde de Götterdämmerung al Teatro Carlo Felice de Gènova. Poc després es va retirar dels escenaris, obrint una escola de cant a Milà. Entre les seves alumnes va tenir a Claire Dux, Lucette Korsoff, Eugenia Bronskaja i Irene Eden.
Entre 1903 i 1905 va realitzar alguns enregistraments discogràfics a Milán, amb fragments de Mefistofele, Il trovatore, Les pêcheurs de perles, L'Africaine i Norma.